# 50 Ceti
50 Ceti är en orange jätte i stjärnbilden Valfisken.
50 Ceti har visuell magnitud +5,40 och är synlig för blotta ögat vid god seeing. Den befinner sig på ett avstånd av ungefär 545 ljusår.